# Garena Premier League
Garena Premier League (GPL) là giải đấu Liên Minh Huyền Thoại chuyên nghiệp được tổ chức bởi nhà phát hành Garena. Từ năm 2012 đến năm 2014, giải đấu có sự tham gia của cả các đội đến từ Đài Loan và Đông Nam Á. Từ năm 2015, Đài Loan tách khỏi GPL, hợp với Hồng Kông, Ma Cao tạo nên League of Legends Master Series (LMS), nên GPL chỉ còn dành riêng cho các đội đến từ khu vực Đông Nam Á. Từ năm 2018, Việt Nam tách khỏi GPL và trở thành khu vực riêng, giải Vietnam Championship Series (VCS) của Việt Nam được nâng lên đồng hạng với GPL. Giải đấu chỉ còn dành cho 5 nước Đông Nam Á là Indonesia, Malaysia, Philippines, Singapore và Thái Lan. Sau khi Riot Games loại bỏ các giải đấu vòng loại cho các khu vực Wildcard đến với MSI và Chung kết thế giới, GPL trở thành giải đấu giữa những đội vô địch giải quốc nội của các nước để tuyển chọn đội tuyển đại diện cho Đông Nam Á tham dự 2 giải đấu trên.
GPL 2018 mùa xuân sẽ là giải Garena Premier League cuối cùng. Từ mùa hè 2018, sẽ có một hệ thống giải đấu mới thay cho GPL được gọi là SEA Tour, bắt đầu với SEA Tour Championship 2018 mùa hè. Đội vô địch SEA Tour Championship 2018 mùa hè sẽ tham dự Chung Kết Thế giới 2018.

## Các khu vực thuộc GPL

### Hiện tại
| Khu vực     | Giải đấu                        |
| ----------- | ------------------------------- |
| Indonesia   | LOL Garuda Series (LGS)         |
| Malaysia    | LOL Championship Malaysia (LCM) |
| Philippines | Pro Gaming Series (PGS)         |
| Singapore   | Singapore Legends Series (SLS)  |
| Thái Lan    | Thailand Pro League (TPL)       |

### Trước đây
| Khu vực                   | Giải đấu                            | Chú thích |
| ------------------------- | ----------------------------------- | --- |
| Đài Loan Hồng Kông Ma Cao | League of Legends Nova League (LNL) | Tách ra từ năm 2015, thay thế bằng League of Legends Master Series (LMS) đồng hạng với các giải LCK, LPL, LCS |
| Việt Nam                  | Vietnam Championship Series (VCS)   | Tách ra từ năm 2018, nâng lên thành giải đồng hạng với GPL                                                    |

## Kết quả

### Các mùa giải
| Giải đấu                                        | Thời gian               | Vô địch               | Á quân               | Hạng 3                                 |
| 2012 GPL Mùa 1                                  | 18/05/2012 - 17/11/2012 | Taipei Assassins      | Singapore Sentinels  | Saigon Jokers                          |
| 2013 GPL Mùa Xuân                               | 04/01/2013 - 21/04/2013 | Taipei Assassins      | Singapore Sentinels  | ahq e-Sports Club                      |
| 2013 GPL Mùa Hè                                 | 10/05/2013 - 11/08/2013 | ahq e-Sports Club     | Singapore Sentinels  | Taipei Assassins                       |
| 2014 GPL Mùa Đông                               | 30/10/2013 - 11/01/2014 | Taipei Assassins      | Taipei Snipers       | ahq e-Sports Club                      |
| 2014 GPL Mùa Xuân                               | 12/02/2014 - 06/04/2014 | Taipei Assassins      | ahq e-Sports Club    | Taipei Snipers                         |
| 2014 GPL Mùa Hè                                 | 11/06/2014 - 16/08/2014 | Taipei Assassins      | ahq e-Sports Club    | Logitech G Fighter                     |
| Sau khi Đài Loan - Hồng Kông - Ma Cao được tách |                         |                       |                      |                                        |
| 2015 GPL Mùa Xuân                               | 04/03/2015 - 10/04/2015 | Saigon Fantastic Five | Bangkok Titans       | ZOTAC 269                              |
| 2015 GPL Mùa Hè                                 | 13/06/2014 - 20/08/2014 | Bangkok Titans        | Saigon Jokers        | GIGABYTE Full Louis                    |
| 2016 GPL Mùa Xuân                               | 06/04/2016 - 14/08/2016 | Saigon Jokers         | Bangkok Titans       | Kuala Lumpur Hunters Imperium Pro Team |
| 2016 GPL Mùa Hè                                 | 08/08/2016 - 14/08/2016 | Saigon Jokers         | Bangkok Titans       | Kuala Lumpur Hunters Vestigial         |
| 2017 GPL Mùa Xuân                               | 12/04/2017 - 16/04/2017 | GIGABYTE Marines      | Ascension Gaming     | Kuala Lumpur Hunters Mineski           |
| 2017 GPL Mùa Hè                                 | 21/08/2017 - 27/08/2017 | GIGABYTE Marines      | Young Generation     | Ascension Gaming                       |
| Sau khi Việt Nam được tách                      |                         |                       |                      |                                        |
| 2018 GPL Mùa Xuân                               | 28/03/2018 - 01/04/2018 | Ascension Gaming      | Kuala Lumpur Hunters | Mineski                                |

### Sự kiện khác
| Thời gian         | Sự kiện                    | Mục tiêu                                              | Vô địch           | Á quân                |
| 2012 (2012-05-05) | GPL 2012 Opening Event     |                                                       | Taipei Assassins  | Singapore Sentinels   |
| 2013 (2013-08-29) | GPL 2013 Championship      |                                                       | ahq e-Sports Club | Taipei Assassins      |
| 2014 (2014-08-24) | Chung kết khu vực GPL 2014 | Tranh vé đi Chung kết Thế giới                        | ahq e-Sports Club | Saigon Fantastic Five |
| 2015 (2015-08-16) | Chung kết khu vực GPL 2015 | Tranh vé đi vòng loại Wildcard của Chung kết Thế giới | Bangkok Titans    | Saigon Jokers         |

## Thống kê

### Xếp hạng các quốc gia có số lần vô địch nhiều nhất
| Quốc gia    | Vô địch | Á quân | Hạng 3 | Đội vô địch                                                      | Đội á quân                                                   | Đội hạng 3                                                                          |
| ----------- | ------- | ------ | ------ | ---------------------------------------------------------------- | ------------------------------------------------------------ | ----------------------------------------------------------------------------------- |
| Đài Loan    | 9       | 4      | 5      | Taipei Assassin (6) ahq e-Sports Club (3)                        | ahq e-Sports Club (2) Taipei Snipers (1) Taipei Assassin (1) | ahq e-Sports Club (2) Taipei Snipers (1) Taipei Assassin (1) Logitech G Fighter (1) |
| Việt Nam    | 5       | 2      | 3      | Saigon Jokers (2) Saigon Fantastic Five (1) GIGABYTE Marines (2) | Saigon Jokers (1) Young Generation (1)                       | GIGABYTE Full Louis (1) ZOTAC 269 (1) Saigon Jokers (1)                             |
| Thái Lan    | 2       | 4      | 1      | Bangkok Titans (1) Ascention Gaming (1)                          | Bangkok Titans (3) Ascention Gaming (1)                      | Ascention Gaming (1)                                                                |
| Singapore   | 0       | 4      | 1      |                                                                  | Singapore Sentinels (4)                                      | Vestigial (1)                                                                       |
| Malaysia    | 0       | 1      | 3      |                                                                  | Kuala Lumpur Hunters (1)                                     | Kuala Lumpur Hunters (3)                                                            |
| Philippines | 0       | 0      | 3      |                                                                  |                                                              | Imperium Pro Team(1) Mineski (2)                                                    |